# واسیلی ایوانوف
واسیلی ایوانوف (روسی: Василий Иванов؛ زادهٔ ۸ نوامبر ۱۹۷۲) شناگر اهل روسیه بود.
وی در مسابقات کشوری و بین‌المللی در مجموع برندهٔ ۳ مدال طلا، ۲ مدال نقره شده‌است.